# Unió Capverdiana Independent i Democràtica
La Unió Capverdiana Independent i Democràtica (UCID) és un partit polític de dreta de Cap Verd.

## Història
El partit té les seves arrels en la União Democrática de Cabo Verde (UDCV), un grup que va sorgir del Congrés Judicial de Cap Verd en 1975. Tanmateix, la UDCV fou exclosa de les negociacions sobre la independència amb el govern de Portugal.
La UCID fou formada en 1977 pels capverdians de la diàspora como a moviment d'oposició al PAIGC, el partit únic a Guinea i Cap Verd fins a 1980. Quan a aquest partit se li va escindir el Partit Africà per la Independència de Cap Verd en gener de 1981, la UCID passà a fer-ne d'oposició. Encara que era l'únic moviment d'oposició fins a la democratizació capverdiana, la seva actuació era bastant minvada, limitant-se bàsicament als capverdians de la diáspora.
La UCID va ser formalment reconeguda com a partit polític després de l'obertura política de 1990, més concretament, a partir del seu I Congrés Nacional en juliol de 1991. A causa del retard en la seva legalització, la UCID no va participar en les primeres eleccions lliures i multipartidistes a Cap Verd, però va donar suport al Moviment per la Democràcia (MpD). En 1993 Celso Celestino fou elegit cap del partit.
A les eleccions legislatives de Cap Verd de 1995 va obtenir l'1,56% dels vots, però no va aconseguir cap parlamentari, i a les eleccions presidencials de 1996 va donar suport al candidat del MpD António Mascarenhas Monteiro. A les eleccions de 14 de gener de 2001, el partit formà part de la coalició Aliança Democràtica pel Canvi (ADM), que va aconseguir el 6,12% dels vots i dos escons en l'Assemblea Nacional. Jorge Carlos Fonseca, el candidat de l'aliança a les eleccions presidencials de Cap Verd de 2001, va conquerir el 3,9% dels vots.
A les eleccions legislatives realitzada en 22 de gener de 2006, el partit va obtenir el 2,64% dels vots i 2 escons a l'Assemblea Nacional. A les eleccions legislatives de Cap Verd de 2011 va assolir el 4,39% dels vots i mantingué els dos escons al Parlament.

## Resultats electorals

### Presidencials
| Any  | Candidat                                    | Vots     | %        | Vots     | %        | Resultat |
| Any  | Candidat                                    | 1a volta | 1a volta | 2a volta | 2a volta | Resultat |
| ---- | ------------------------------------------- | -------- | -------- | -------- | -------- | -------- |
| 1996 | Suport a António Mascarenhas Monteiro (MpD) | 81,821   | 92.1%    | -        | -        | Electe   |
| 2001 | Suport a Jorge Carlos Fonseca (ADM)         | 5,142    | 3.88%    | -        | -        | Derrota  |

### Assemblea Nacional
| Any  | Vots                | %     | Escons | +/– | Pos. | Govern            |
| ---- | ------------------- | ----- | ------ | --- | ---- | ----------------- |
| 1995 | 2,369               | 1.54% | 0 / 72 | =   | 4t   | Extraparlamentari |
| 2001 | 8,389 Dins de l'ADM | 6.12% | 2 / 72 | 2   | 3r   | Oposició          |
| 2006 | 4,495               | 2.64% | 2 / 72 | =   | = 3r | Oposició          |
| 2011 | 9,842               | 4.39% | 2 / 72 | =   | = 3r | Oposició          |
| 2016 | 15,488              | 6.87% | 3 / 72 | 1   | = 3r | Oposició          |
| 2021 | 19,810              | 8.8%  | 4 / 72 | 1   | = 3r | Oposició          |